# Natalie Long
Natalie Long (13 de junio de 1990) es una deportista irlandesa que compite en remo. Ganó  una medalla de plata en el Campeonato Europeo de Remo de 2022, en la prueba de cuatro sin timonel.

## Palmarés internacional
| Campeonato Europeo | Campeonato Europeo | Campeonato Europeo | Campeonato Europeo |
| Año                | Lugar              | Medalla            | Prueba             |
| ------------------ | ------------------ | ------------------ | ------------------ |
| 2022               | Múnich (Alemania)  | Medalla de plata   | Cuatro sin timonel |